# São Valério do Sul
São Valério do Sul är en kommun i Brasilien.   Den ligger i delstaten Rio Grande do Sul, i den södra delen av landet, 1 500 km söder om huvudstaden Brasília. Antalet invånare är 2 647.
Trakten runt São Valério do Sul består till största delen av jordbruksmark. Runt São Valério do Sul är det glesbefolkat, med 9 invånare per kvadratkilometer.